# 가와히가시촌 (도쿠시마현)
가와히가시촌(川東村)은 도쿠시마현 가이후군에 있던 촌이다. 

## 역사
- 1889년 10월 1일 - 정촌제 시행에 수반해 5촌의 구역으로 성립하였다
- 1955년 2월 11일 - 미키타정에 편입해 소멸하였다.
- 1955년 3월 31일 - 아사카와촌, 가와카미촌과 합병해 가이난정이 성립, 동일 가와히가시촌은 폐지되었다.

## 교통

### 철도
현재는 구촌지역에 요산선 아와해카이난여이 위치하고 있으나 당시에는 미개업 상태였다.

### 도로
- 국도 제194호선 (현 국도 제35호선)

## 참고문헌
- 『角川日本地名大辞典 36 徳島県』（1986年 ISBN 4040013603）